# 10951 Spessart
10951 Spessart è un asteroide della fascia principale. Scoperto nel 1960, presenta un'orbita caratterizzata da un semiasse maggiore pari a 2,9846456 UA e da un'eccentricità di 0,0670124, inclinata di 9,61080° rispetto all'eclittica.